# Universidade de Idaho
A Universidade de Idaho (em inglês: University of Idaho, UI) é a universidade pública mais antiga do estado norte-americano de Idaho, situada na cidade de Moscow. Foi durante 71 anos a única universidade no estado.